# Neverjetni Hulk
Neverjetni Hulk je ameriški superjunaški film iz leta 2008, ki temelji na Hulku iz Marvelovih stripov. Produciral ga je Marvel Studios in Valhalla Motion Pictures, distributiral pa ga je Universal Pictures je drugi film v Marvel Cinematic Universe (MCU). Film je režiral Louis Leterrier po scenariju, ki ga je napisal Zak Penn. V filmu igrajo Edward Norton, poleg Liv Tyler, Tim Roth, William Hurt, Tim Blake Nelson, Ty Burrell in Christina Cabot. V filmu Bruce Banner postane Hulk v vojaškem načrtu za oživitev programa "Super-vojaka" s sevanjem gama. Pobegne pred vojsko, medtem ko se poskuša ozdraviti, da se ne bi več spreminjal v Hulka.
Po mešanem sprejemu Universalovega filma Hulk iz leta 2003 je Marvel Studios ponovno pridobil pravice do lika, čeprav je Universal obdržal distribucijske pravice. Leterrier, ki je izrazil zanimanje za režijo Iron Mana za Marvel, je bil povabljen k projektu in Penn je začel pisati scenarij, ki bi bil veliko bližje stripu in istoimenski televizijski seriji iz leta 1978. Aprila 2007 so Nortona najeli, da bi upodobil Bannerja, Njegov scenarij je film postavil kot ponovni zagon serije in ga oddaljil od filma iz leta 2003, da bi novi različici dal svojo identiteto. Snemanje je potekalo od julija do novembra 2007, predvsem v Torontu, pa tudi v New Yorku in Riu de Janeiru. 
Neverjetni Hulk je bil premierno predvajan v gledališču Gibson Amphitheatre v Kaliforniji 8. junija 2008, v Združenih državah pa je bil izdan 13. junija kot del prve faze MCU. Film je prejel pohvale za svoje akcijske prizore in dosegel boljši uspeh kot njegov predhodnik, vendar je bil kritiziran zaradi pomanjkanja globine. Film je po vsem svetu zaslužil 265,5 milijona dolarjev. Po različnih produkcijskih nesoglasjih med Nortonom in Marvel Studios, na primer glede končne montaže filma, za katero Marvel Studios meni, da ni sodelovala, je Nortona v vlogi Bannerja zamenjal Mark Ruffalo za prihodnjo vsebino MCU, začenši z Maščevalci leta 2012.

## Vsebina
Na univerzi Culver v Virginiji se general Thaddeus Thunderbolt Ross sreča z dr. Bruceom Bannerjem, kolegom in fantom njegove hčerke Betty, v zvezi z eksperimentom, za katerega Ross trdi, da naj bi naredil ljudi imune na sevanje gama. Poskus – del programa »super vojakov« iz obdobja druge svetovne vojne, ki ga Ross upa, da bo ponovno ustvaril – spodleti. Izpostavljenost sevanju gama povzroči, da se Banner spremeni v Hulka, kadar koli je jezen ali ko njegov srčni utrip naraste nad 200 utripov na minuto. Hulk uniči laboratorij in okolico ter poškoduje generala, Betty in druge. Banner postane ubežnik pred ameriško vojsko in Rossom, ki hoče Hulka ujeti.
Pet let kasneje se Banner zaposli v tovarni steklenic v Rocinhi v Riu de Janeiru v Braziliji, medtem ko išče zdravilo za svoje stanje. Na internetu anonimno sodeluje s kolegom, znanim samo kot "Mr. Blue." Uči se tehnik joge, da bi ohranil nadzor, vendar se kljub temu v petih mesecih ni spremenil. Potem ko si Banner ureže prst, kapljica njegove krvi pade v steklenico, ki jo na koncu zaužije starejši potrošnik v Milwaukeeju v Wisconsinu, zaradi česar zboli za gama boleznijo. S pomočjo steklenice, da bi izsledil Bannerja, Ross pošlje ekipo posebnih enot, ki jo vodi Emil Blonsky, da ga ujamejo. Banner se spremeni v Hulka in premaga Blonskyjevo ekipo, pri čemer Blonsky preživi. Potem ko Ross razloži, kako je Banner postal Hulk, Blonsky privoli, da mu vbrizgajo majhno količino podobnega seruma, ki mu daje večjo hitrost, moč, okretnost in zdravilne moči, a začne tudi deformirati njegovo okostje in poslabša njegovo presojo.
Pozneje Banner se vrne na univerzo Culver in se ponovno sreča z Betty. Bannerja drugič napadejo sile Rossa in Blonskega, ki jih nakaže Bettyin fant, dr. Leonard Samson, zaradi česar se Banner spet spremeni v Hulka. Bitka, ki je sledila pred univerzo, se izkaže za nesmiselno za Rossove sile in se zato umaknejo, čeprav Blonsky, čigar zdrava pamet se manjša, napade in se norčuje iz Hulka. Hulk hudo poškoduje Blonskega in pobegne z Betty. Ko se Hulk spremeni nazaj v Bannerja, se z Betty odpravita na beg, Banner pa vzpostavi stik z gospodom Blueom, ki ju prosi, naj se srečata z njim v New Yorku. Gospod Blue je pravzaprav celični biolog dr. Samuel Sterns, ki Bannerju pove, da je razvil možen protistrup za Bannerjevo stanje. Po uspešnem testu opozori Bannerja, da lahko protistrup le obrne začetno preobrazbo. Sterns razkrije, da je sintetiziral Bannerjeve vzorce krvi, ki jih je Banner poslal iz Brazilije, v veliko zalogo, da bi njihov "neomejen potencial" uporabil v medicini. V strahu, da bi Hulkova moč padla v roke vojske, Banner želi uničiti zalogo krvi.
Hitro okrevajoči Blonsky se pridruži Rossovim silam pri tretjem poskusu ujeti Bannerja. Uspe jim, Bannerja in Betty pa odpeljejo s helikopterjem. Blonsky ostane in Sternsu naroči, naj mu vbrizga Bannerjevo kri, saj si želi Hulkove moči. Poskus spremeni Blonskega v Abomination, bitje, ki po velikosti in moči presega Hulka. Napade Sternsa, ki prejme nekaj Bannerjeve krvi v ureznini na čelu, zaradi česar začne tudi mutirati. Kmalu zatem Abomination opustoši po Harlemu. Ko se zaveda, da je Hulk edini, ki lahko ustavi bitje, Banner prepriča Rossa, naj ga izpusti. Skoči iz Rossovega helikopterja in se po udarcu pri pristanku na tla preobrazi. Po bitki po celotnem Harlemu Hulk premaga bitje tako, da ga z verigo skoraj zadavi do smrti, vendar mu prizanese življenje, ko sliši Bettyjino prošnjo, in pusti bitje Rossu in njegovim silam, da ga aretirajo. Po mirnem trenutku z Betty Hulk pobegne iz New Yorka.
Mesec dni pozneje Banner oddide v Bella Cooli v Britanski Kolumbiji. Namesto da bi potlačil svojo preobrazbo, se začne kontrolirano preobražati z rahlim nasmeškom. Kasneje Tony Stark pristopi k Rossu v lokalnem baru in ga obvesti, da se sestavlja ekipa.

## Vloge
- Edward Norton – Bruce Banner (Hulk)
- Liv Tyler – Betty Ross
- Tim Roth – Emil Blonsky (Abomination)
- William Hurt – Thaddeus Ross
- Tim Blake Nelson – Samuel Sterns
- Ty Burrell – Leonard Samson
- Christina Cabot – Kathleen Sparr